# AN/APY-2
AN/APY-2는 미국이 만든 조기경보기용 레이더다.

## 사용국
- 미국
- 일본
- 프랑스
- 영국
- 사우디아라비아

## 역사

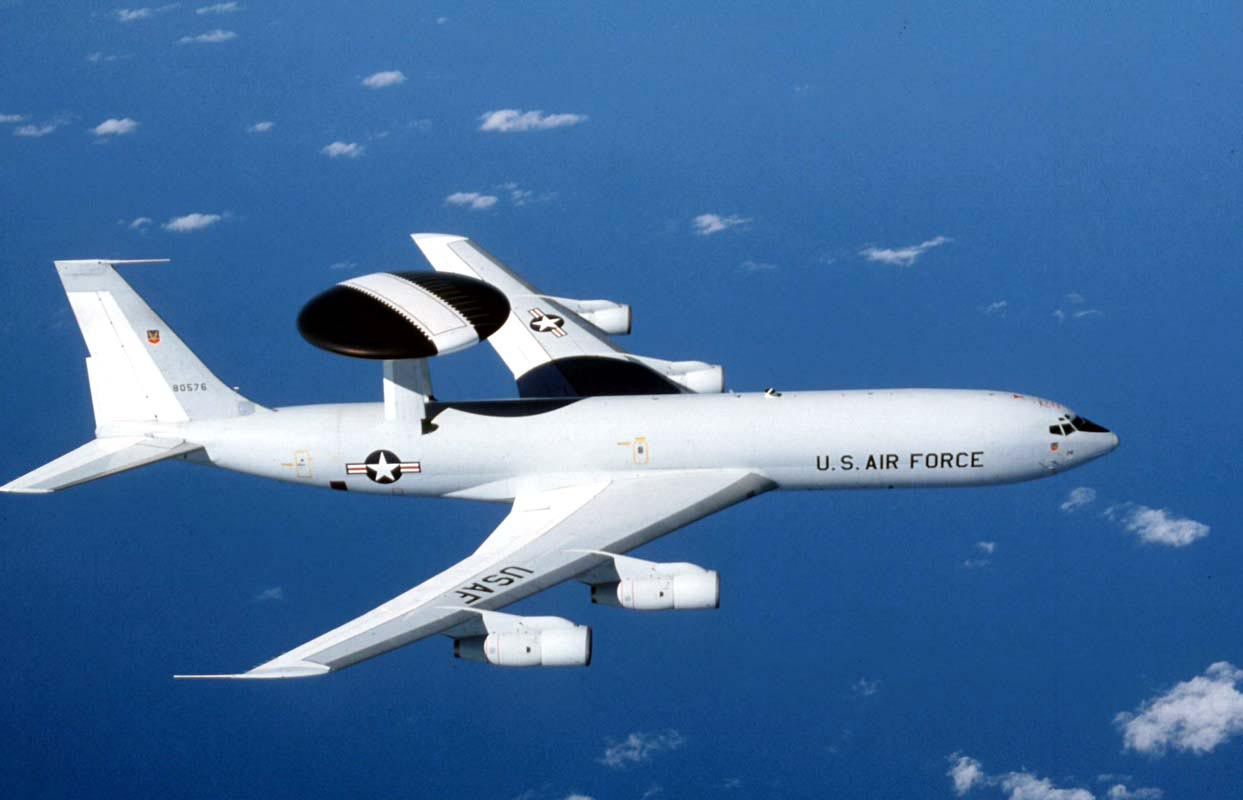
E-3 센트리는 AN/APY-2 레이다를 탑재하고 있다.

노스럽 그루먼 AN/APY-2는 펄스 도플러 레이다인 AN/APY-1을 기반으로 개발된 레이다다. 조기경보기 E-3 센트리에 탑재되며, E-3 센트리의 사용 국가는  미국,  일본,  북대서양 조약 기구,  영국,  프랑스,  사우디아라비아등이 있다. 또한 항공,해상 모두 탐지가 가능한 멀티 모드 레이다이다.

### 프랑스의 운용
프랑스는 E-3 센트리 운용국이다. 유럽의 항공대국인 프랑스는 E-3 센트리를 강력한 공군력의 바탕으로 두고 있다. 프랑스,미국 모두 조기경보기의 운용방식이 비슷하다. E-3 센트리를 공군용으로 사용하고, E-2 호크아이를 항공모함에 함재하여 해군용으로 운용하는 모습도 흡사하다.

### 일본의 운용

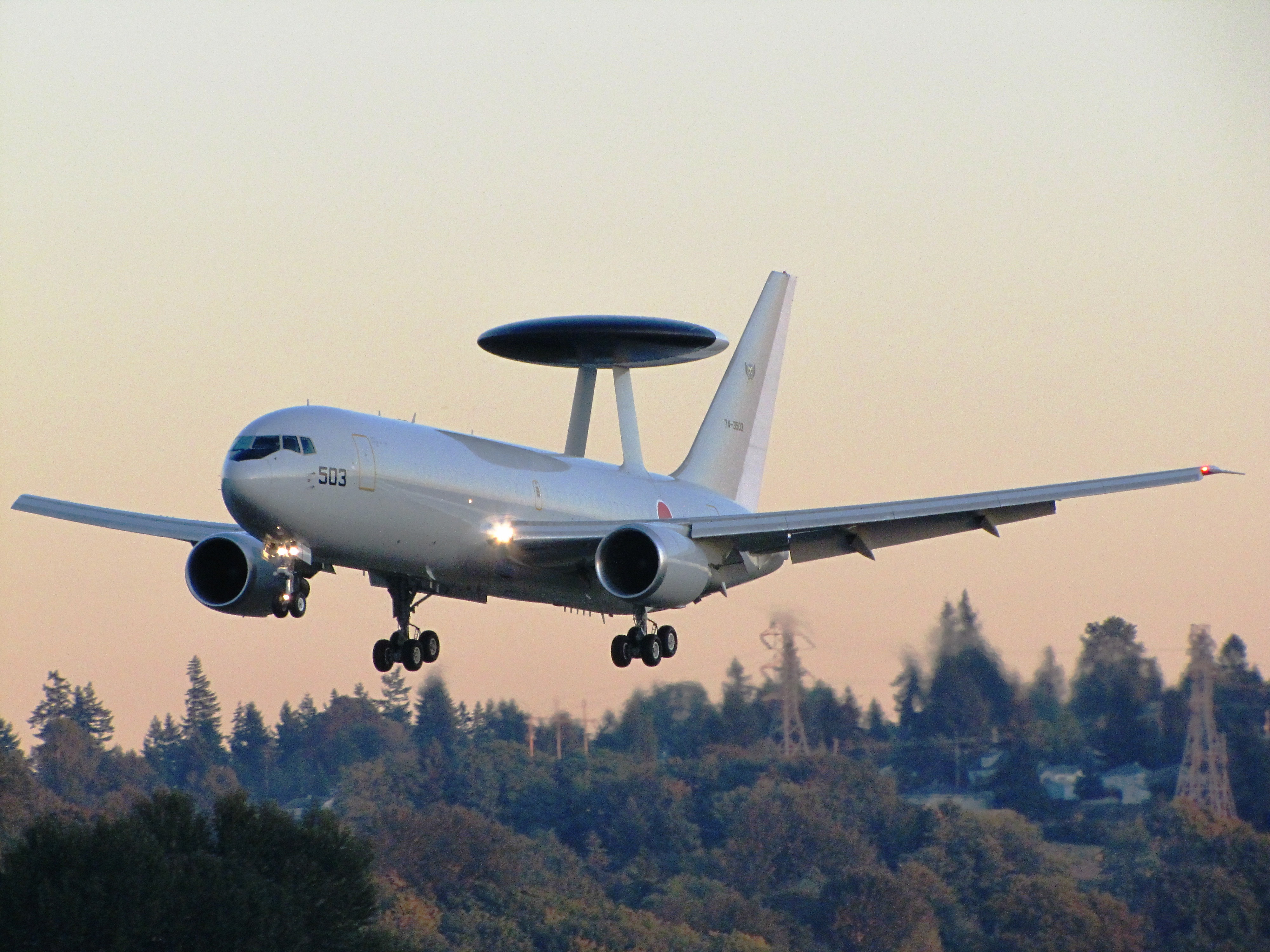
일본 항공자위대가 운용하는 조기경보기 E-767이다.

일본은 AN/APY-2가 탑재된 E-767 조기경보기를 운용하고 있다. 일명 일본판 E-3 센트리로 볼 수 있다. 다만, 센트리와의 차이점은 일본의 E-767이 성능은 많이 부족하지만, 조금 더 덩치가 크다는 사실이다. 일본 항공자위대의 E-767은 세계에서 가장 거대한 조기경보기다. 아시아에서 일본과 같이 170톤급을 운용하는 국가는 중국,인도등이 있다. 중국의 경우엔 KJ-2000을, 인도는 A-50 메인스테이 조기경보기를 운용하고 있다. 중국과 인도 모두 A-50 계열 조기경보기를 운용하고 있다.

## 조기경보기 탑재 레이더 제원
- 미국 - AN/APY-1(E-3A) : 660km(폭격기 목표물), 440km(전투기 목표물)
- 미국 - AN/APY-2(E-3) : 900km(폭격기 목표물), 650km(전투기 목표물)
- 미국 - AN/APY-9(E-2D) : 770km(폭격기 목표물), 550km(대형 전투기 목표물), 400km(소형 전투기 목표물)
- 러시아 - A-50U : 450km(폭격기), 320km(대형 전투기), 180km(소형 전투기)

## 같이 보기
- AN/APS-145
- E-3 센트리